# Sieges Even
Sieges Even is een Duitse progressieve metalband die is opgericht in 1985.

## Biografie
Sieges Even werd in 1985 gevormd in München, Duitsland. De band bestond eerder al onder de naam Sodom, niet te verwarren met de Duitse thrashmetalband Sodom. In 1988 bracht de band haar eerste album Life Cycle uit na drie demo's in 1986, 1987 en 1988. Tot 1997 bracht de band nog vier albums (Steps, A Sense of Change, Sophisticated en Uneven) waarna ze uit elkaar gingen. Een aantal bandleden gingen hierna verder onder de namen Looking-Glass-Self en Val'Paraiso.
In 2003 voegde de Nederlandse zanger Arno Menses zich bij de bandleden, waarna Sieges Even opnieuw werd opgericht. De band bracht opnieuw twee albums uit (The Art of Navigating by the Stars en Paramount) en het live-album Playgrounds. In 2008 ging de band opnieuw uit elkaar en vormden Menses en Markus Steffen de band Subsignal die in 2009 het album Beautiful & Monstrous uitbrachten en kort voor de release van het nieuwe album Touchstones staan.

## Bezetting

### Laatste bezetting
- Arno Menses - zanger
- Markus Steffen - gitarist
- Ralph Schwager - bassist
- Dirk Brand - drummer
- Lucca di Gennaro keyboards

### Voormalige bandleden
- Franz Herde - zanger
- Jogi Kaiser - zanger
- Greg Keller - zanger
- Wolfgang Zenk - gitarist
- Börk Keller - toetsenist

## Discografie

### Albums
- Life Cycle (1988)
- Steps (1990)
- A Sense of Change (1991)
- Sophisticated (1995)
- Uneven (1997)
- The Art of Navigating by the Stars (2005)
- Paramount (2007)

### Live-album
- Playgrounds (2008)